# 해고

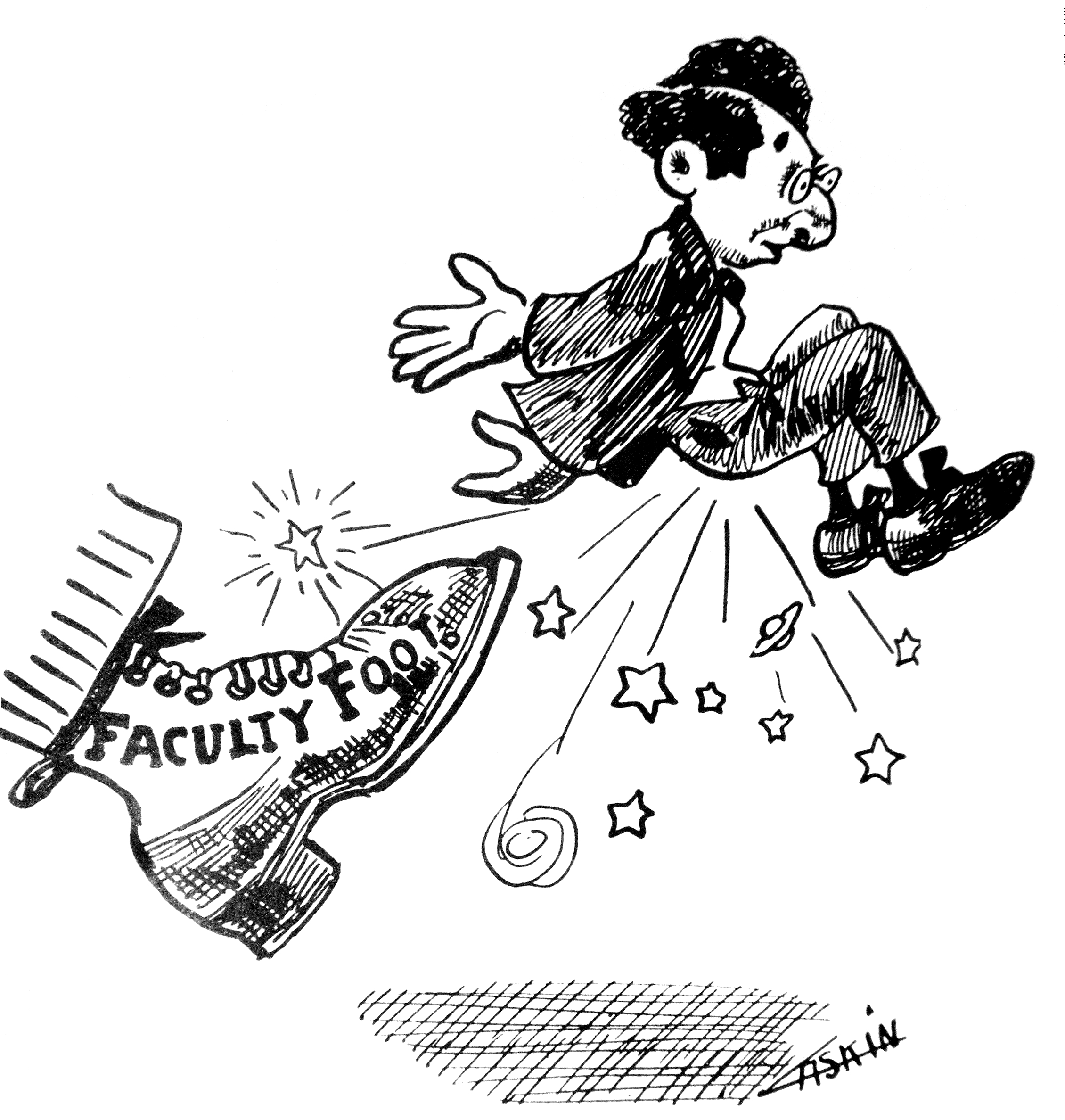

해고(解雇, 영어: firing) 또는 해임(解任. 영어: dismissal)는 회사 측의 일방적인 의사에 의해 노동관계를 종식시키는 일이다. 퇴직에는 의원면직(依願免職), 해임(解任), 파면(罷免) 등이 있다. 이 중에서 의원면직은 자발적으로 퇴직할 의사가 있을 경우, 피고용인 본인이 사직서를 직접 제출하는 일이고, 해임이나 파면은 피고용인에 대한 징계의 일환이다. 대한민국의 경우 정당한 이유가 없는 상황에서는 해고를 법적으로 금지한다. 해임이나 파면은 정당한 사유에 의한 해고에 해당된다.
해고는 통상 피고용인의 문제에 기인한 것으로 간주되지만, 일시적인 정리 해고는 통상적으로 피고용인 능력 외의 영업적인 이유(사업 종료나 경기 침체 등)에 기인하기 때문에, 경영 상태가 어느 정도 호전이 될 경우, 다시 복직시키는 제도가 미국이나 일본 등 일부 서구권 국가에서 이미 관례화되어 있으므로, 지난 1998년 김대중 정부 시절에 근로기준법이 개정된 이래 IMF 사태 이후, 정리해고자를 전원 복직시킨 외국계 합작 기업은 한국지엠(구 대우자동차)이 국내에서 가장 대표적인 선례이다.
이는, 회사의 부도 이후 구조조정과 경영개선작업 추진 과정에서, 기존 대우차가 미국 제네럴 모터스에 인수되어, 2002년 10월말 GM대우로 공식 출범 한 이후에, 3년 연속 큰 폭의 흑자를 기록할 수 있었던 배경으로는 김대중 정부의 핵심 공약 중 하나인 해외 매각에 앞서 실시한 뼈를 깎는 구조조정을 꼽을 수 있다.

## 해고사유

### 경영상 이유에 따른 해고(근로기준법 24조에 근거)
경영난 악화로 인하여, 대규모 인력 감축 등 인력 구조조정이 불가피할 경우, 일시적으로 해고하는 이른바 정리해고라고도 한다. 근로기준법 24조엔, 긴박한 경영상의 이유(해고를 하지 않을 경우 폐업이 불가피함), 해고회피 노력(신규채용 중단, 자산 및 해외매각, 희망퇴직 권고 등), 노동조합 및 노동자를 대표하는 자와의 성실한 단체교섭등이 있어야 한다.
부실 기업 회생을 위한 구조조정 문제가 완전히 해결하기 위해선, 노사간의 충분한 대화와 협의를 통한 상호 신뢰 회복이 제대로 이루어져야, 더 많은 수의 고용이 창출될 수 있으므로, 국내외 경제 사정의 악화로 인한 심각한 후유증이 잇따르는 상황 속에서, 뼈를 깎는 자구 노력으로 공존의 길을 되찾아야 한다.

### 근로계약 종료
임시직이나 기간제 노동자처럼 근로계약기간이 정함이 있는 노동자와의 근로관계가 종료된 경우.

### 업무태만등이 현저한 경우, 사용자에게 고의적으로 현저한 피해를 입힌 경우(징계해고)
업무태만등이 현저한 경우, 사용자에게 고의적으로 현저한 피해를 입힌 경우에도 징계해고를 할 수 있다. 단, 사용자가 임의로 징계해고를 남용할 수 없으며, 징계위원회에서의 징계처분, 취업규칙, 근로계약서등에 해고사유나 근로계약 해지사유(기간제, 무기계약직 등의 직접고용 비정규직 노동자의 경우)가 명시되어 있어야 한다. 또한 근로계약서나 취업규칙의 해고사유, 근로계약 해지사유도 근로조건의 최저기준인 근로기준법에 미치지 못하거나 합리적인 근거가 없다면 당연히 효력이 없다.

## 같이 보기
- 노동법
- 사직
- 사직서